# Send mere slik
Send mere slik er en dansk film fra 2001, skrevet og instrueret af Cæcilia Holbek Trier.

## Handling
Søstrene Angelica (spillet af Ninna Assentoft Rasmussen) og Lone (spillet af Marie Katrine Rasch) tager på landet med deres bedsteforældre Horsensia (Bodil Udsen) og Rasmus (Per Oscarsson). De bor så langt væk fra storbyen, at det føles helt fremmed for dem. Pigerne kommer ikke til at kede sig, da der er ugler i marsken. Naboen og fætteren Knud vil overtage gården for at starte en svinefarm, og Angelica og Lone begynder at kæmpe for, at bedsteforældrene kan beholde gården.

## Medvirkende
- Bodil Udsen
- Per Oscarsson
- Claus Strandberg
- Bodil Jørgensen
- Tammi Øst